# Mikoyan-Gurevich I-270
Mikoyan-Gurevich I-270 (thiết kế Ж ("Zh"), hay MiG I-270 là một thiết kế máy bay quân sự Liên Xô của Viện thiết kế Mikoyan-Gurevich, (Không quân Hoa Kỳ gọi nó với cái tên "Type 12") đáp ứng nhu cầu của không quân Xô Viết vào năm 1945 về một loại máy bay đánh chặn phản lực với vai trò bảo vệ cứ điểm mặt đất. Khái niệm và cấu hình cơ bản của nó thể hiện khá vững chắc, làm người ta gợi nhớ lại máy bay của Đức Quốc xã loại Messerschmitt Me 263, và nói chung nó được lưu tâm tới như một sự phát triển xa hơn nữa của thiết kế đó. Chỉ có 2 chiếc được chế tạo, cả hai chiếc đều bị phá hủy trong các sự cố, dẫn tới việc hủy bỏ dự án.
Trong giai đoạn kết thúc của chiến tranh thế giới II, một nguyên mẫu toàn diện Me 263 (vào thời gian đó được gọi với tên gọi Junkers Ju 248), cộng với nhân viên kỹ thuật và các tài liệu thiết kế kỹ thuật đã thuộc về phía Liên Xô khi xưởng chế tạo Junkers bị Hồng quân chiếm giữ khi tiến vào nước Đức. I-270 có một phần thiết kế của Me 263, thân máy bay được làm thon, vòm cong, hệ thống càng hạ cánh, và động cơ tên lửa pha trộn hai loại nhiên liệu (tên lửa Bipropellant. Mặt khác, I-270 rộng hơn Me 263, cánh thẳng, và cánh hình chữ T ở đuôi, đây là một loại cánh tiên tiến, nó xóa bỏ nhu cầu về một bộ thăng bằng ở đuôi. Trong khi ở đó có vẻ xuất hiện sư nghi ngờ rằng Me 263 gây ảnh hưởng đến thiết kế của I-270, sau đó thì nó lại được thiết kế theo trước. Một số nguồn giả thiết I-270 có thể đã bị ảnh hưởng bởi dự án máy bay phản lực Junkers EF 126, dự án này cũng bị Liên Xô chiếm được cùng lúc như Me 263.
Những cuộc thử nghiệm đầu tiên bắt đầu vào tháng 12-1946, với mẫu đầu tiên bay lên với sự hộ tống của Tupolev Tu-2. Mẫu thứ 2 bắt đầu bay thử nghiệm vào đầu năm 1947, nhưng bị hư hại do việc sửa chữa đã làm hỏng bộ phận tiết đất. Ngay sau đó, mẫ đầu tiên cũng bị phá hủy trong một tai nạn hạ cánh. Bởi trong giai đoạn này, công nghệ động cơ phản lực tại một số giai đoạn tiên tiến hơn nhiều so với khi bắt đầu dự án, và tên lửa đất đối không được chú ý trong việc phòng thủ mặt đất. Dưới những hoàn cảnh này, không quân quyết định hủy bỏ dự án.

## Thông số kỹ thuật

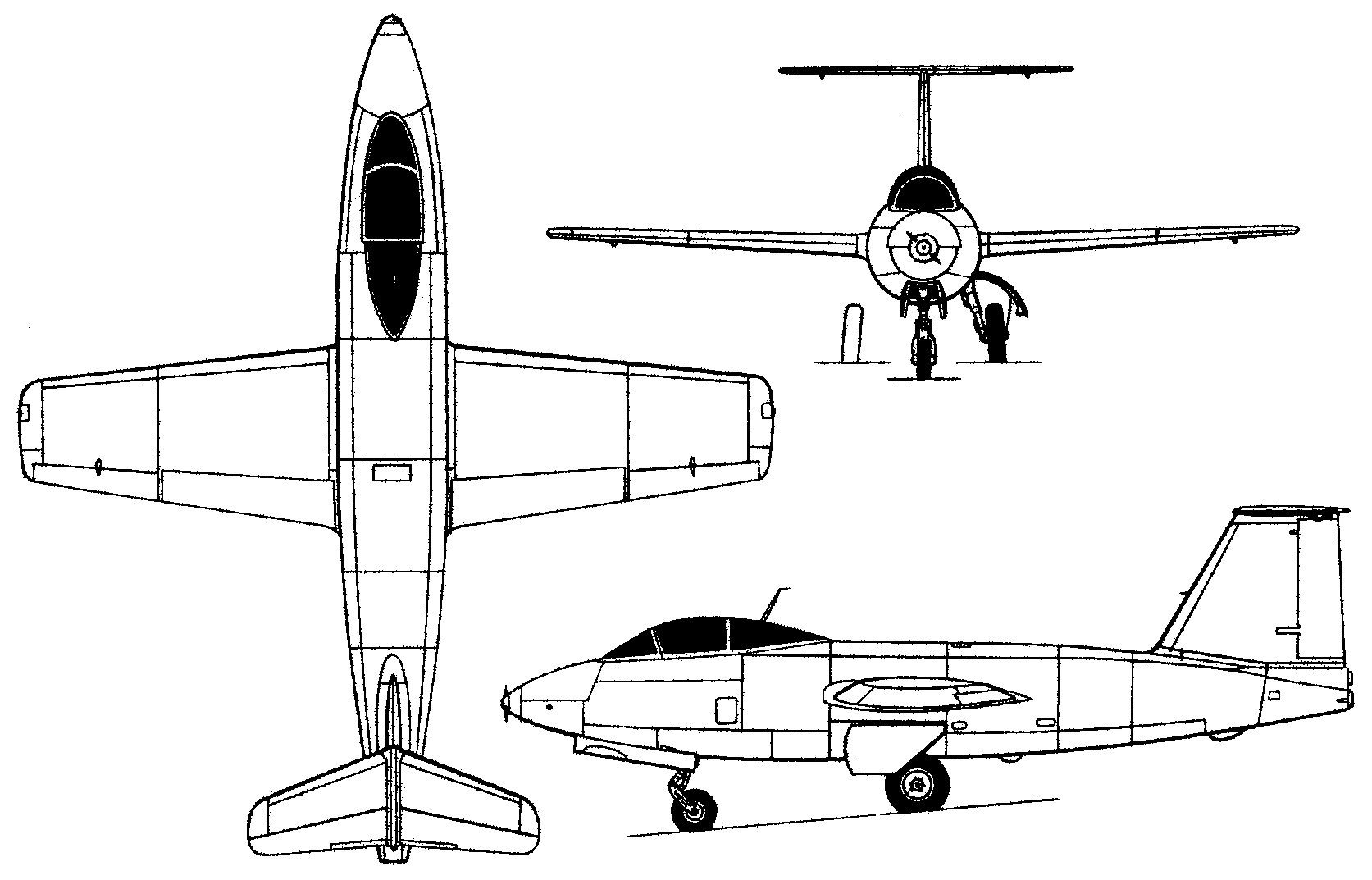

### Thông sô riêng
- Phi đoàn: 1
- Chiều dài: 8.91 m (29 ft 2 in)
- Sải cánh: 7.75 m (25 ft 5 in)
- Chiều cao: 3.08 m (10 ft 1 in)
- Diện tích cánh: 12 m² (129 ft²)
- Trọng lượng rỗng: 1.546 kg (3.408 lb)
- Trọng lượng cất cánh: 4.150 kg (9.150 lb)
- Động cơ: 1x động cơ phản lực Dushkin-Glushko RD-2M-3V
- Lực đẩy: 14.2 kN (3.190 lbf)

### Hiệu suất bay
- Vận tốc cực đại: 1.000 km/h 620 mph trong 9 phút
- Trần bay: 17.000 m (55.750 ft)
- Tốc độ lên cao: 4.220 m/phút 13.800 ft/phút

### Vũ khí
- 2x súng máy 23 mm Nudelman-Suranov NS-23

## Nội dung liên quan

### Máy bay có chung sự phát triển
Messerschmitt Me 263

### Danh sách máy bay thử nghiệm của Liên Xô - Nga
MiG-8 - MiG I-250 - MiG I-270 - MiG-110 - MiG AT - MiG dự án 1.44/1.42 - MiG dự án LFE - MiG-105